# Temelucha flavida
Temelucha flavida är en stekelart som beskrevs av Dasch 1979. Temelucha flavida ingår i släktet Temelucha och familjen brokparasitsteklar. Inga underarter finns listade i Catalogue of Life.